# Marco muestral de áreas
Un marco de muestreo de áreas o marco muestral de áreas  es una alternativa al tipo más tradicional de marcos de muestreo .
Un marco muestral se suele definir como una lista de elementos de la población  . El concepto se generaliza como una herramienta que permite la identificación y acceso a los elementos de la población. Los marcos de muestreo tradicionales a veces se denominan marcos de lista 
Con frecuencia no hay listas adecuadas. Esto puede suceder por varias razones, por ejemplo:
- Las listas existentes, como los censos de población, son demasiado antiguas y ya no corresponden a la realidad actual.
- No es factible elaborar una lista de la población objetivo, por ejemplo una especie de animales salvajes.
- La población es una característica continua en un área geográfica determinada y la definición de sus elementos no es sencilla. Esto sucede a menudo en el caso de encuestas por muestreo diseñadas para producir estadísticas ambientales .

Dos elementos son necesarios para definir un marcos de muestreo de áreas:
- Los límites de una región objetivo en una proyección cartográfica determinada.
- El tipo de unidades geográficas que se van a muestrear. Podemos mencionar tres tipos principales de unidades:
  - Puntos. En principio, los puntos no tienen dimensión, pero, por razones prácticas, podemos atribuirles un tamaño determinado, como por ejemplo 1 m x 1 m. El tamaño adecuado está ligado a la precisión de la herramienta utilizada para la localización del punto. Las posibles herramientas son dispositivos GPS, ortofotos o imágenes de satélite . El muestreo de puntos puede basarse en un esquema de dos etapas: muestreo de conglomerados en la primera etapa y muestreo de puntos en la segunda etapa. Otra opción es un esquema de dos fases de puntos no agrupados: se selecciona una muestra grande de la primera fase. Se realiza una estratificación sólo para la muestra de la primera fase y se elige una muestra estratificada en la segunda fase.
  - Transectos . Un transecto es un tramo de línea recta de una longitud determinada. El muestreo de transectos es útil para estimar la longitud total de los elementos lineales del paisaje.
  - Unidades de área definidas por polígonos. En la jerga de las encuestas agrícolas, las unidades de área generalmente se denominan "segmentos",[4] a pesar de que un segmento en geometría corresponde más bien al concepto de transecto utilizado en los marcos de muestreo de áreas. Los segmentos pueden delinearse mediante fotointerpretación o generarse automáticamente, generalmente a partir de una cuadrícula regular.[1] El tamaño óptimo de los segmentos depende de la autocorrelación espacial de los procesos monitoreados y de la función de costes que vincula el precio de la recopilación de datos con el tamaño de la unidad de muestra [5]

Los inventarios forestales han sido probablemente el primer campo de aplicación de los marcos de muestreo por áreas, ya que los marcos de listas no suelen ser viables. Por la misma razón, los marcos de áreas aparecen como una herramienta natural para muchos temas ambientales, como los estudios edafológicos y otros temas que requieren herramientas de estadística espacial .
El Departamento de Agricultura de Estados Unidos introdujo en los años 30 marcos de muestreo de áreas para la estimación del área y el rendimiento de cultivos.
La encuesta francesa Teruti  eligió en los años 1960 un marco de conglomerados de puntos con muestras sistemáticas bidimensionales. 
La encuesta italiana AGRIT ha explorado diferentes enfoques, comparando métodos de segmentos y puntos.
El Centro Común de Investigación de la CE ha hecho numerosos  estudios sobre  encuestas  de marcos de áreas para estudios agrícolas, forestales, ambientales y de asentamientos humanos.
Muchas aplicaciones están relacionadas con las imágenes de satélite por dos motivos:
la integración de imágenes de satélite ha mejorado la calidad de los marcos de muestreo y los estimadores relacionados,
En estudios que cubren grandes superficies, como un continente o la tierra en su conjunto, puede ser necesario muestrear las imágenes de satélite.
La validación de mapas temáticos producidos mediante el análisis de imágenes de satélite se ha convertido en uno de los principales campos de aplicación de los marcos de muestreo de áreas 